# استرالیاگوه‌ایان
استرالیاگوه‌ایان (نام علمی: Australosphenida) نام یک کلاد از رده پستانداران است.